# Jensen Beach
Jensen Beach és una concentració de població designada pel cens dels Estats Units a l'estat de Florida. Segons el cens del 2000 tenia 11.100 habitants.

## Demografia
Segons el cens del 2000, Jensen Beach tenia 11.100 habitants, 5.059 habitatges, i 3.025 famílies. La densitat de població era de 591,1 habitants/km².
Dels 5.059 habitatges en un 23,8% hi vivien nens de menys de 18 anys, en un 47,2% hi vivien parelles casades, en un 8,8% dones solteres, i en un 40,2% no eren unitats familiars. En el 33,2% dels habitatges hi vivien persones soles el 17,6% de les quals corresponia a persones de 65 anys o més que vivien soles. El nombre mitjà de persones vivint en cada habitatge era de 2,19 i el nombre mitjà de persones que vivien en cada família era de 2,78.
Per edats la població es repartia de la següent manera: un 20% tenia menys de 18 anys, un 5,4% entre 18 i 24, un 25,4% entre 25 i 44, un 25,3% de 45 a 60 i un 23,8% 65 anys o més.
L'edat mediana era de 44 anys. Per cada 100 dones de 18 o més anys hi havia 89,7 homes.
La renda mediana per habitatge era de 36.674 $ i la renda mediana per família de 49.787 $. Els homes tenien una renda mediana de 34.368 $ mentre que les dones 25.118 $. La renda per capita de la població era de 22.921 $. Entorn del 5% de les famílies i el 8,3% de la població estaven per davall del llindar de pobresa.

## Poblacions més properes
El següent diagrama mostra les poblacions més properes.